# Музичний центр

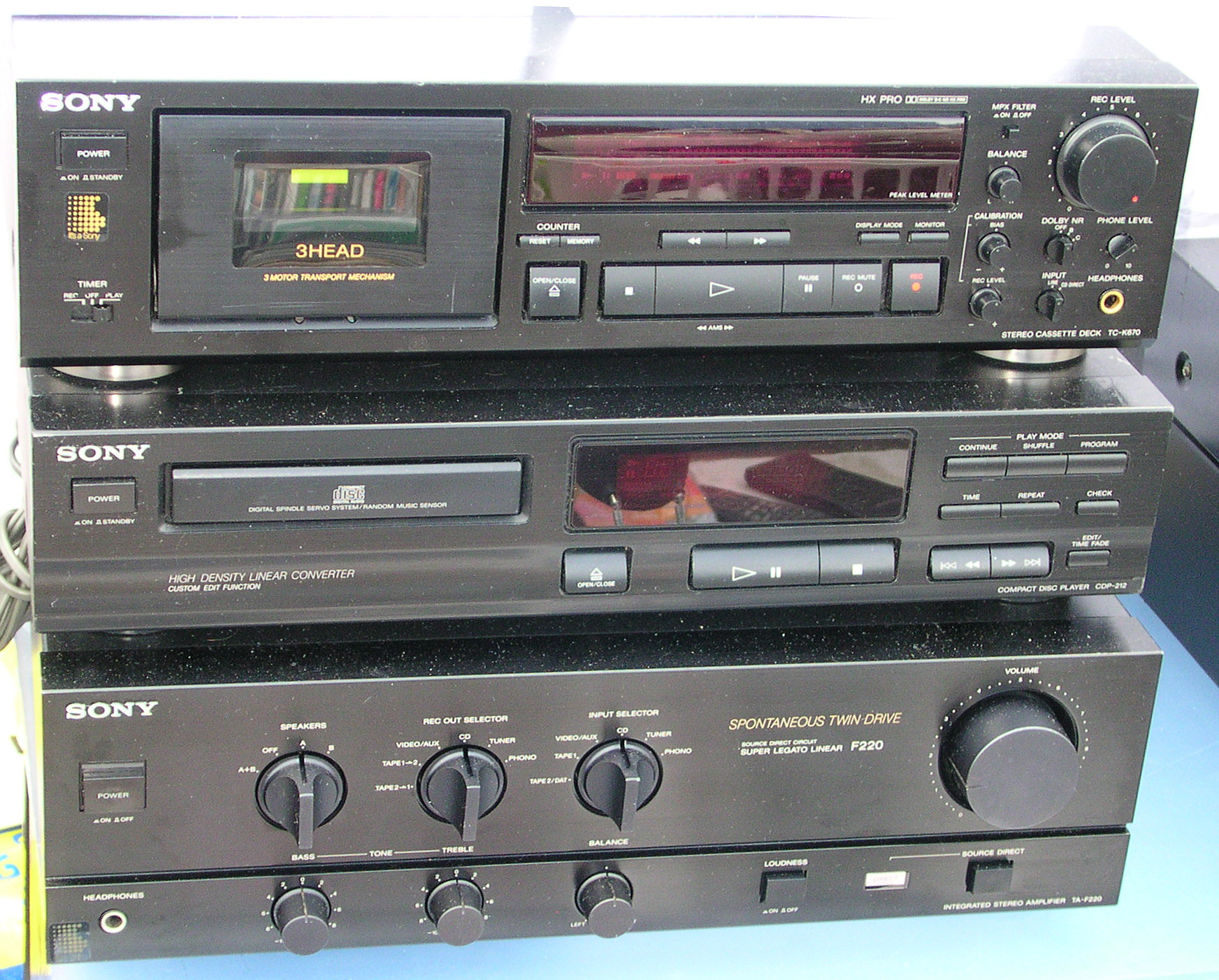
Музичний центр від Sony

Музичний центр — це технічне рішення на сучасній елементній базі, орієнтоване на роботу з різними типами звукових носіїв і джерел звуку, яке виконане у вигляді моноблока. Залежно від року випуску і фірми виробника, може відрізнятися функціональністю, наявністю тих чи інших пристроїв:
- Касетний або котушковий магнітофон або програвач
- Програвач вінілових дисків
- CD-програвач
- DVD-програвач
- Blu-ray-програвач
- Радіоприймач (FM/AM)
- Підсилювач звуку
- Акустична система (колонки)

Від магнітоли музичний центр відрізняється значно більшими габаритами, якістю звуку, потужністю колонок, і кількістю функцій.